# 山梨郵便局
山梨郵便局（やまなしゆうびんきょく）
- 山梨県山梨市にある郵便局。本記事にて記述する。
- 静岡県袋井市にある郵便局。局番号は23089。

山梨郵便局（やまなしゆうびんきょく）は、山梨県山梨市にある郵便局。民営化前の分類では集配普通郵便局であった。

## 概要
住所：〒405-8799 山梨県山梨市小原西1043

## 沿革
- 1885年（明治18年）8月1日 - 日下部（くさかべ）郵便局（五等）として開設。同年10月1日より貯金取扱を開始[1]。
- 1888年（明治21年）5月1日 - 為替取扱を開始。
- 1893年（明治26年）11月16日 - 日下部郵便電信局となる。
- 1903年（明治36年）4月1日 - 通信官署官制の施行に伴い、日下部郵便局となる。
- 1950年（昭和25年）10月1日 - 特定郵便局から普通郵便局に局種別改定[2]。
- 1950年（昭和25年）11月16日 - 電気通信業務の取扱を、新設の日下部電報電話局に移管。
- 1955年（昭和30年）10月1日 - 山梨郵便局に改称。
- 1956年（昭和31年）11月1日 - 電話通話および和文電報受付事務の取扱を開始。
- 1959年（昭和34年）4月21日 - 日川郵便局から集配業務を移管。
- 1962年（昭和37年）2月1日 - 岩手簡易郵便局の廃止に伴い、取扱業務を承継。
- 1992年（平成4年）3月23日 - 一宮郵便局から集配業務を移管。
- 1996年（平成8年）7月1日 - 外国通貨の両替および旅行小切手の売買に関する業務取扱を開始。
- 2007年（平成19年）10月1日 - 民営化に伴い、併設された郵便事業山梨支店に一部業務を移管。
- 2012年（平成24年）10月1日 - 日本郵便株式会社発足に伴い、郵便事業山梨支店を山梨郵便局に統合。

## 取扱内容
- 郵便、印紙、ゆうパック、内容証明
- 貯金、為替、振替、振込、国際送金、国債、投資信託
- 生命保険、バイク自賠責保険、自動車保険、がん保険、引受条件緩和型医療保険
- ゆうちょ銀行ATM
- 「405-00xx」（山梨市（合併以前からの山梨市域））、笛吹市（旧東八代郡一宮町域））の集配業務
- ゆうゆう窓口

## 周辺
- 山梨市役所
- 山梨市民会館
- ひうが山梨店
- 国道140号
- 笛吹川

## アクセス
- JR中央本線 山梨市駅から徒歩約15分
- 山梨市営バス 山梨郵便局停留所下車
- 中央自動車道 一宮御坂ICから北へ約7km
- 駐車場あり：10台